# Esporte na Estônia
O esporte na Estônia faz parte da cultura estoniana. A estreia da Estônia nos Jogos Olímpicos foi em 1920, apesar do comitê nacional só ter estabelecido três anos depois. O país participou dos jogos regularmente até 1936. Após esta edição, o país foi anexado pela União Soviética, voltando como país independente somente em 1992. A capital do país, Tallinn, sediou os eventos de vela nos Jogos Olímpicos de Verão de 1980, com sede em Moscou. A maior parte das medalhas olímpicas da Estônia vieram do Halterofilismo, Wrestling e Esqui cross-country.

## Esportes de Destaque

### Atletismo
O atletismo está ganhando popularidade entre os estonianos devido ao sucesso dos atletas nesse esporte. Jüri Lossmann foi o primeiro medalhista olímpico da Estônia no atletismo, quando conquistou a medalha de prata na maratona nos Jogos Olímpicos de 1920. Aleksander Klumberg-Kolmpere levou o bronze nos 1924, no decatlo masculino. Entre 2000 e 2009, a Estônia, conquistou medalhas a nível de campeonatos mundiais. Seu melhor resultado foi o de Erki Nool, que venceu o decatlo nos Jogos Olímpicos de 2000.
Entre os atletas estonianos mais notáveis estão: Erki Nool, Gerd Kanter, Andrus Värnik, Aleksander Tammert, Pavel Loskutov, Jüri Lossmann e Aleksander Klumberg-Kolmpere.

### Automobilismo

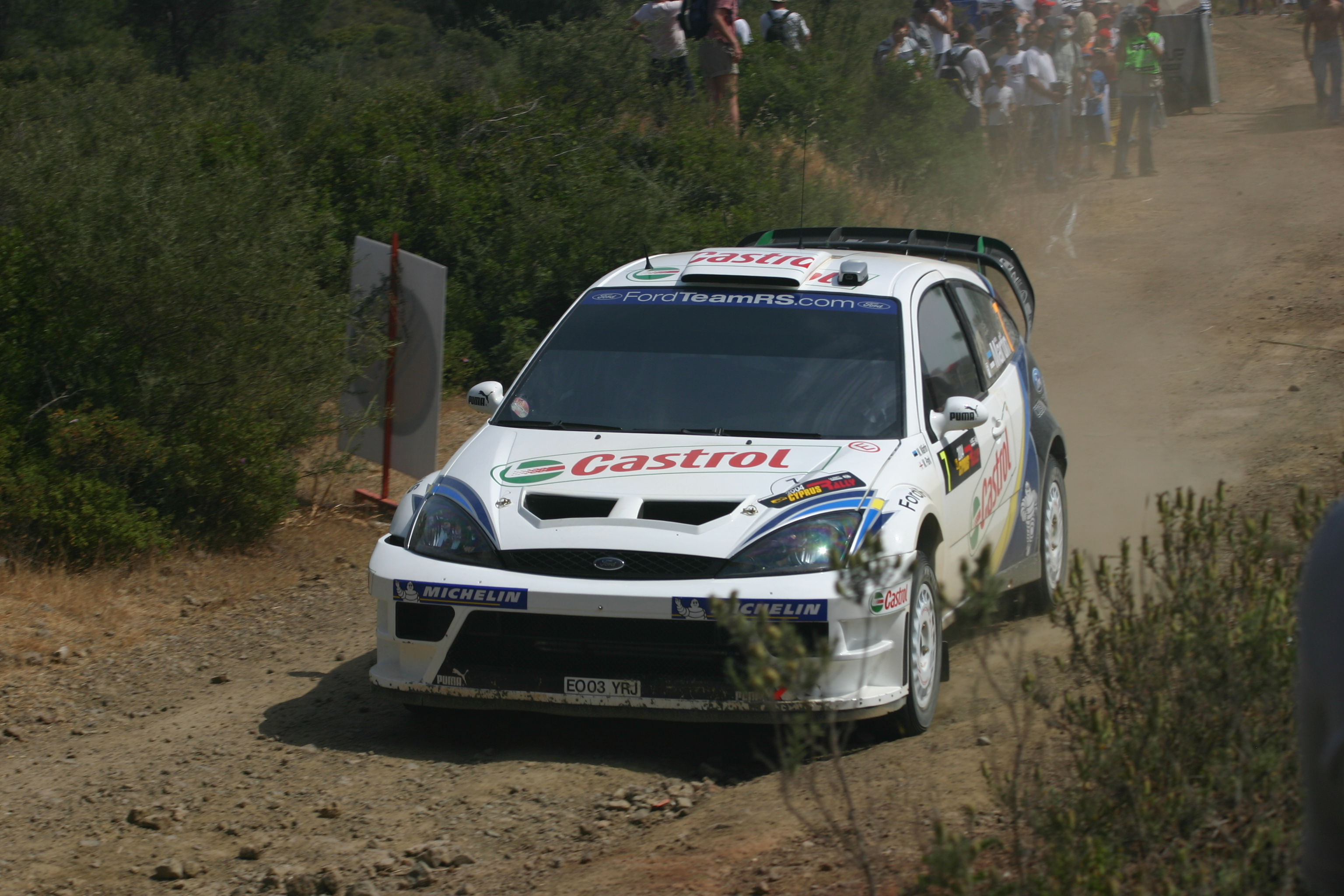
Markko Märtin em 2004.

Markko Märtin foi o primeiro estoniano a vencer uma etapa do Campeonato Mundial de Rali. Markko marcou 5 vitórias no WRC, em um total de 18 pódios, 207 pontos e 101 vitórias em etapas. Em 2004 ele terminou a temporada com um terceiro lugar.
- O motocilista Tanel Leok compete no Campeonato Mundial de Motocross na classe MX1.

### Ciclismo
Jaan Kirsipuu foi o melhor ciclista de estrada estoniano. Jaan venceu 4 etapas do Tour de France e 1 etapa da Vuelta a España. Jaan Kirsippu também usou a camisa amarela durante seis dias no Tour de France 1999.
O ciclista Rein Taaramäe é a promessa estoniana para as competições de ciclismo futuramente.
Entre as mulheres, a melhor ciclista é Erika Salumäe, medalhista de ouro nos Jogos de 1992 na disciplina ciclismo pista.

### Esgrima
Irina Embrich é uma das melhores esgrimistas estonianas, mas não conseguiu se classificar para os Jogos Olímpicos de Verão de 2008. Nikolai Novosjolov foi o único esgrimista estoniano nas Olimpíadas de 2008. O esgrimista Sven Järve também já faturou uma medalha de bronze em campeonato mundiais, na edição de 2006.

### Floorball
Floorball está ganhando popularidade entre os estonianos devido ao sucesso recente da seleção nacional. A Seleção Estoniana de Floorball ficou em oitavo no mundial de 2006 e também obteve a vaga para o mundial de 2010.

### Esqui
Otepää é uma popular estação de esqui na Estônia. Otepää também é conhecida como a "capital do inverno" da Estônia (em contraste com a "capital de verão" Pärnu). É também sede de uma das etapas da Copa do Mundo de Esqui.
O esqui é o mais popular e o esporte mais bem sucedido na Estônia. É também o esporte onde a Estônia conquista mais medalhas nas Olimpíadas. Entre os esquiadores mais conhecidos estão Andrus Veerpalu, Kristina Šmigun e Jaak Mae.

### Halterofilismo
O halterofilismo é um esporte muito praticado na Estônia. Entre os halterofilistas mais notáveis estão Jaan Kikkas, Arnold Luhaäär, Alfred Neuland, Alfred Schmidt, Jaan Talts, Harald Tammer.

### Judô
O Judô é um dos esportes mais bem sucedidas no esporte estoniano. Desde 1996, a Estônia conquistou 21 medalhas em competições importantes, incluindo campeonatos europeus, mundiais e olímpicos.
Indrek Pertelson, Aleksei Budõlin e Martin Padar são os judocas mais famosos da Estônia atualmente.

### Remo
Remo é bastante popular na Estônia. Uma razão é o sucesso do remador Jüri Jaanson, mas também existem outros remadores conhecidos na Estônia. Desde 2004, a Estônia vem conquistando medalhas nos mundiais e Jogos Olímpicos.

### Tênis
A equipe feminina estoniana de tênis está entre as melhores do mundo. Atualmente, disputam a divisão II da Fed Cup.
Kaia Kanepi é a melhor tenista estoniana. O melhor resultado dela foi o 18º lugar no ranking mundial em 25 de maio de 2009

### Vôlei
A Seleção estoniana de vôlei representa a Estônia em competições de vôlei. Seu melhor resultado foi a classificação para o Campeonato Europeu de Vôlei de 2009, onde conseguiu a 18ª posição na classificação geral.

### Wrestling
Wrestling campo também era muito popular e bem sucedido no esporte estoniano no passado. Em 2006, Heiki Nabi tornou-se o primeiro lutador amador Campeão do Mundo pelo seu país de origem. Mas as lutas foram mais bem-sucedidos nos Jogos Olímpicos entre 1920-1936. Entre os Wrestlers mais conhecidos estão Georg Hackenschmidt, Georg Lurich, Osvald Kapp, Martin Klein, Anton Koolmann, Johannes Kotkas, Albert Kusnets, Agosto Neo, Eduard Pütsep, Voldemar Väli e Kristjan Palusalu

## Outros esportes
- O sumô está experimentando a sua popularidade junto aos estonianos, depois do sucesso do lutador estoniano Baruto.
- Natação também é um esporte popular entre os estonianos. Jane Trepp ganhou uma medalha de prata no Campeonato Europeu de Natação em pista curta. Indrek Sei também já faturou medalhas para o seu país.
- Andrus Murumets é um atleta de força (strongman). Ele venceu a Liga dos Campeões Strongman 2009.

## Atletas estonianos notáveis
Galeria com atletas importantes para a nação.

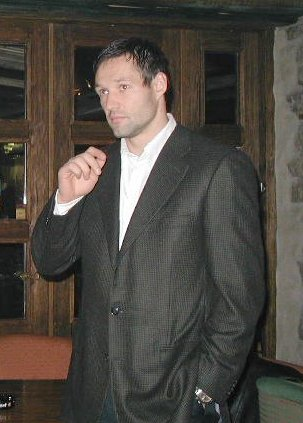
Erki Nool
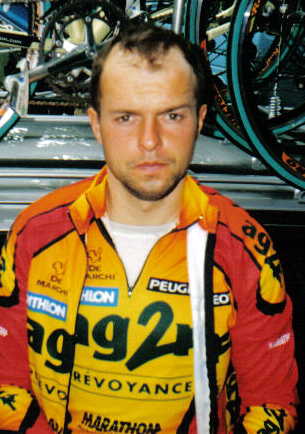
Jaan Kirsipuu
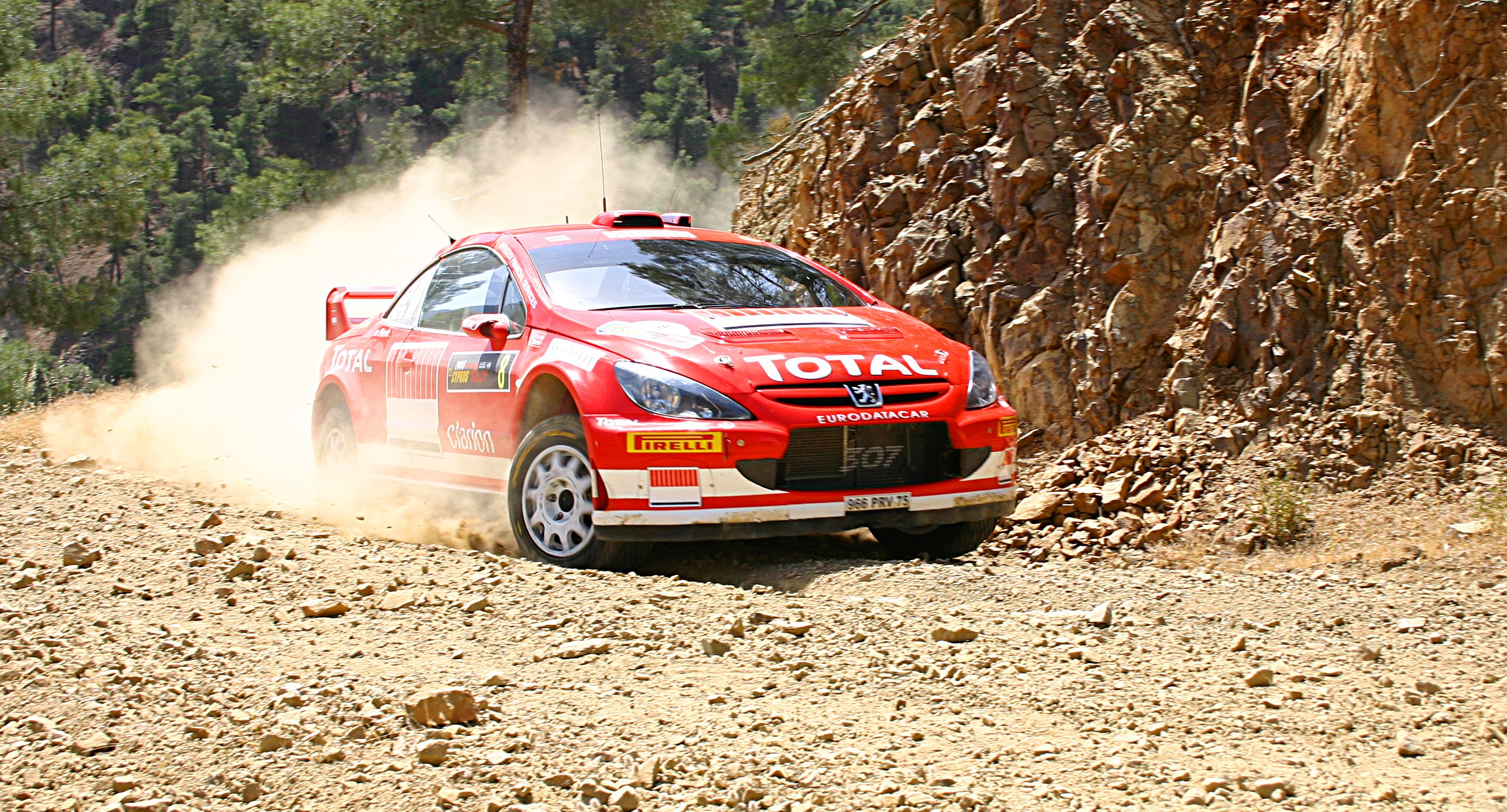
Markko Märtin
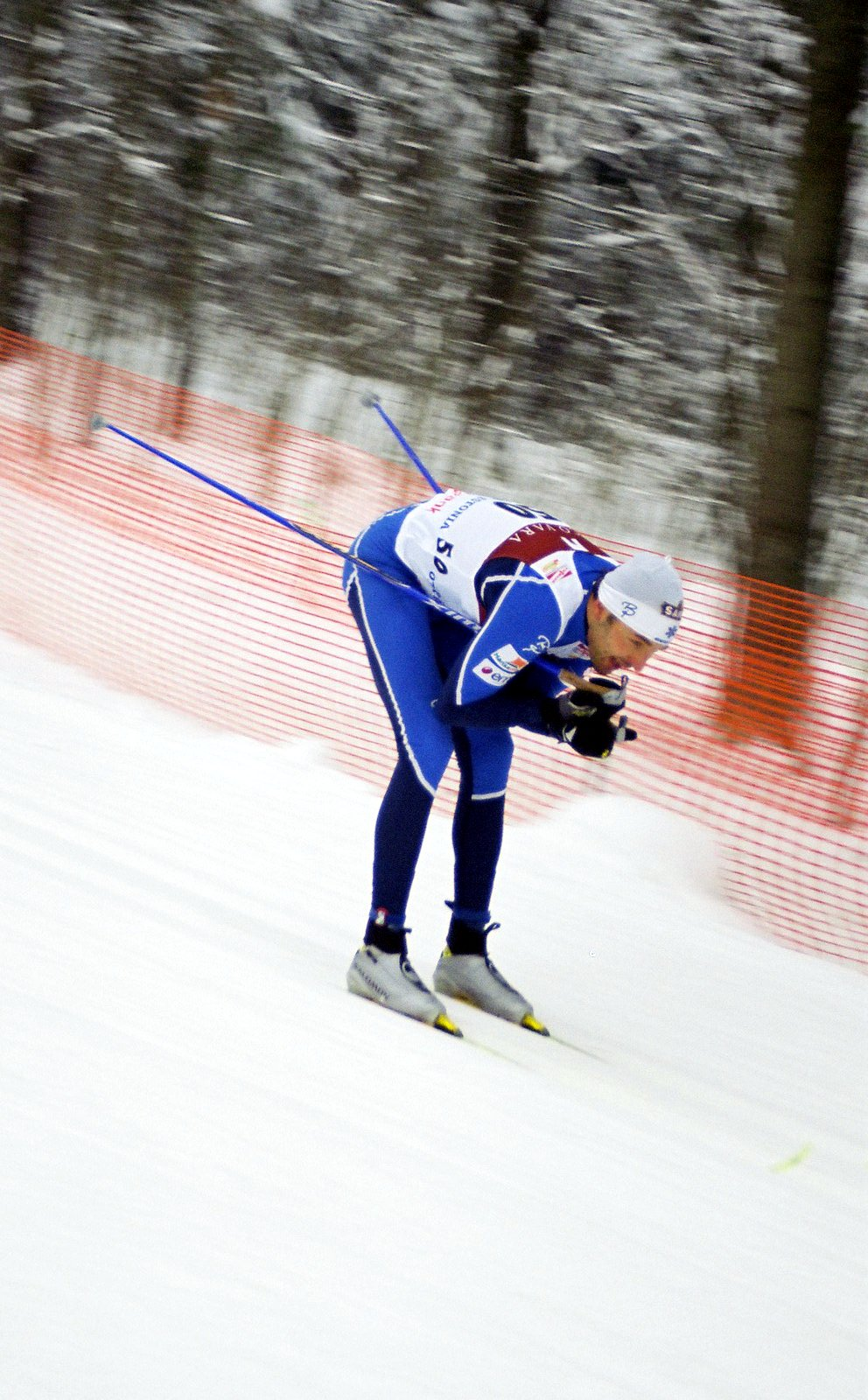
Andrus Veerpalu
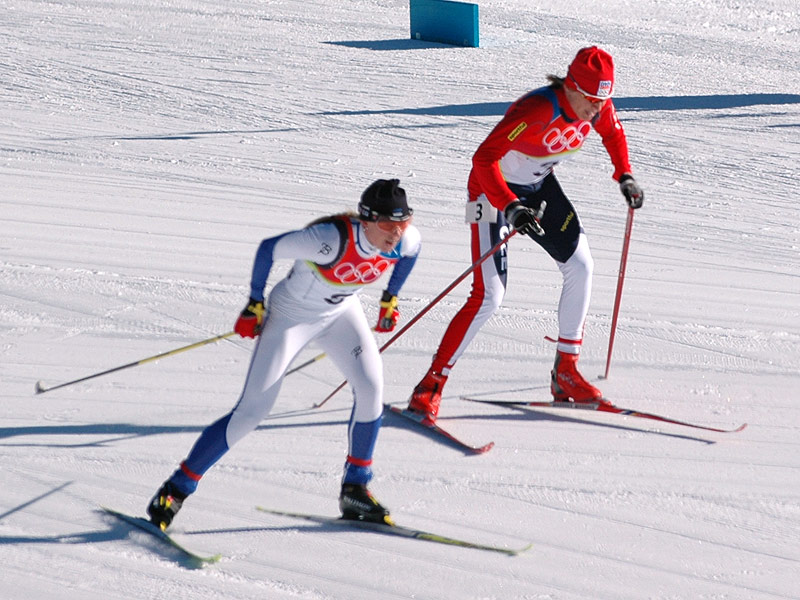
Kristina Šmigun
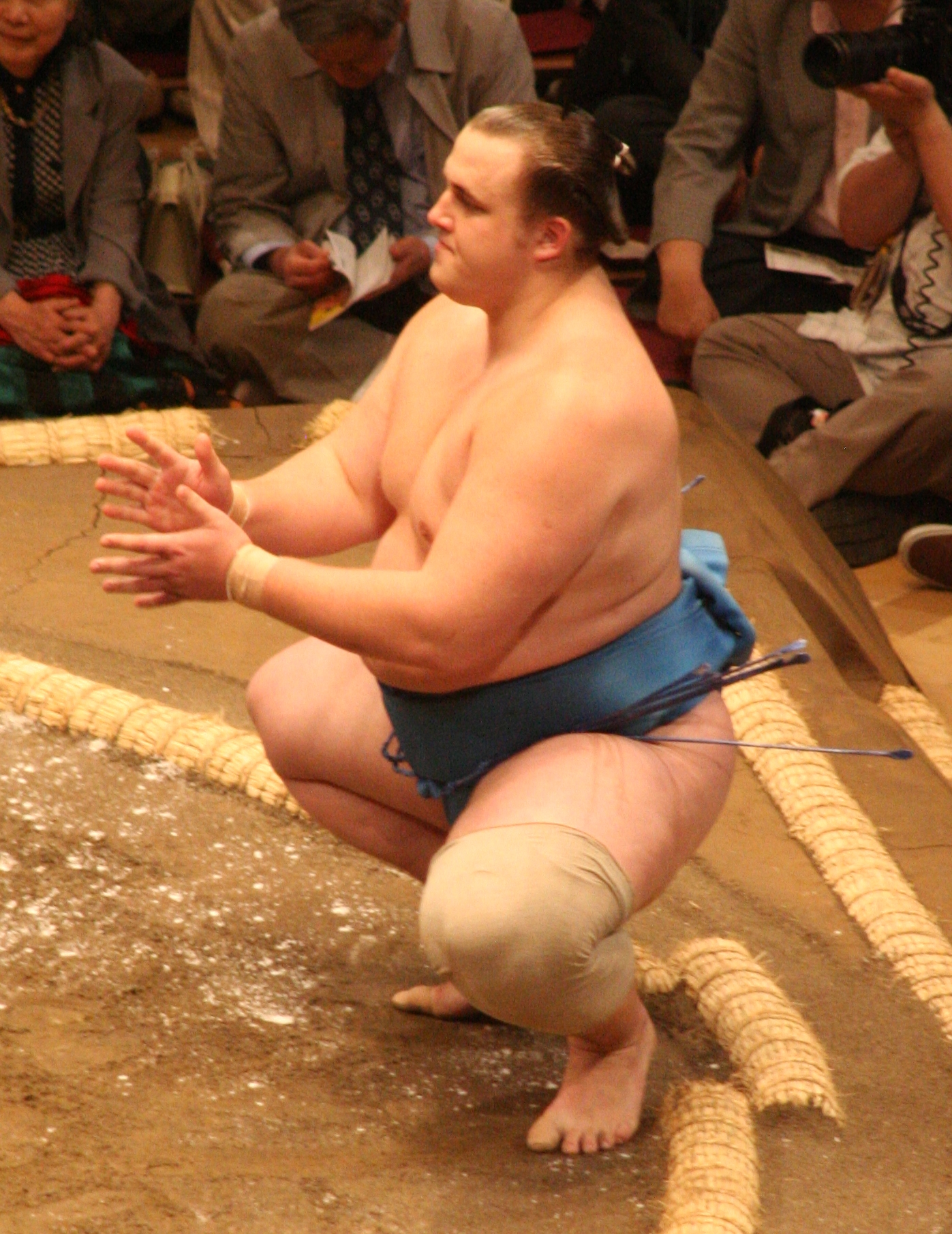
Baruto
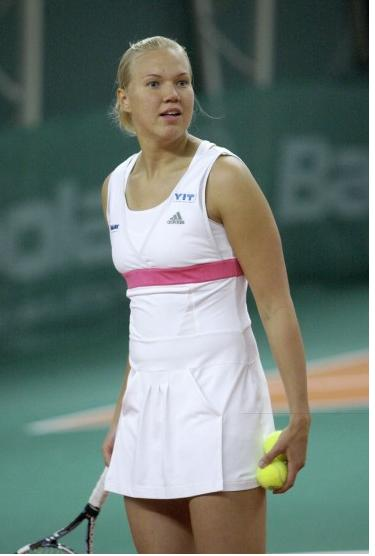
Kaia Kanepi